# Marino Ghetaldi
Marino Ghetaldi, in latino Marinus Ghetaldus, in croato Marin Getaldić (Ragusa di Dalmazia, 2 ottobre 1568 – ivi, 11 aprile 1626), è stato un matematico e scienziato dalmata, vissuto nella Repubblica di Ragusa.

## Biografia
Ghetaldi nacque da una famiglia patrizia ragusea e studiò nella propria città, prima presso i Francescani e poi al liceo. A diciott'anni entrò nel Maggior Consiglio, l'organo legislativo della Repubblica, ed ebbe ulteriori incarichi pubblici (fu capitano a Sabbioncello), proseguendo al contempo i suoi studi scientifici e umanistici.
Nel 1597 Ghetaldi iniziò a viaggiare per l'Europa assieme all'amico etnologo Marino Gozze, trasferendosi a Roma, dove seguì le lezioni di Cristoforo Clavio. Proseguì per Anversa, dove fu allievo di Michel Coignet, divenendo ben presto uno scienziato di grande fama; alla sua giovane età (e nonostante non fosse laureato) gli fu anche offerta la cattedra di matematica all'università di Lovanio, allora una delle più prestigiose al mondo; ma Ghetaldi declinò.
A Parigi Ghetaldi fu amico del matematico francese François Viète, del quale proseguì la paziente ricostruzione delle opere perdute di Apollonio; nel ricostruire tali scritti, Ghetaldi si servì della descrizione del contenuto fatta da Pappo di Alessandria. In seguito visse anche due anni in Inghilterra, ma di tale soggiorno non sono noti i dettagli. Durante il suo soggiorno a Padova, Ghetaldi fu amico di Paolo Sarpi e Giovanni Camillo Glorioso ed incontrò Galileo, con cui corrispose regolarmente.
Ritornato nella città natale dopo alterne vicende (dovette fuggire da Roma per guai con la giustizia in concomitanza con una sua possibile nomina ad accademico dei Lincei), Ghetaldi ricoprì svariate ed eterogenee funzioni pubbliche, fungendo tra l'altro da commissionario nella città di Stagno martoriata dalla malaria. Ghetaldi non sfuggì al contagio e solo dopo un periodo di cure svolse incarichi diplomatici come ambasciatore del Senato della Repubblica di Ragusa a Costantinopoli e come membro del Minor Consiglio, l'organo esecutivo della repubblica marinara.

### Pensiero

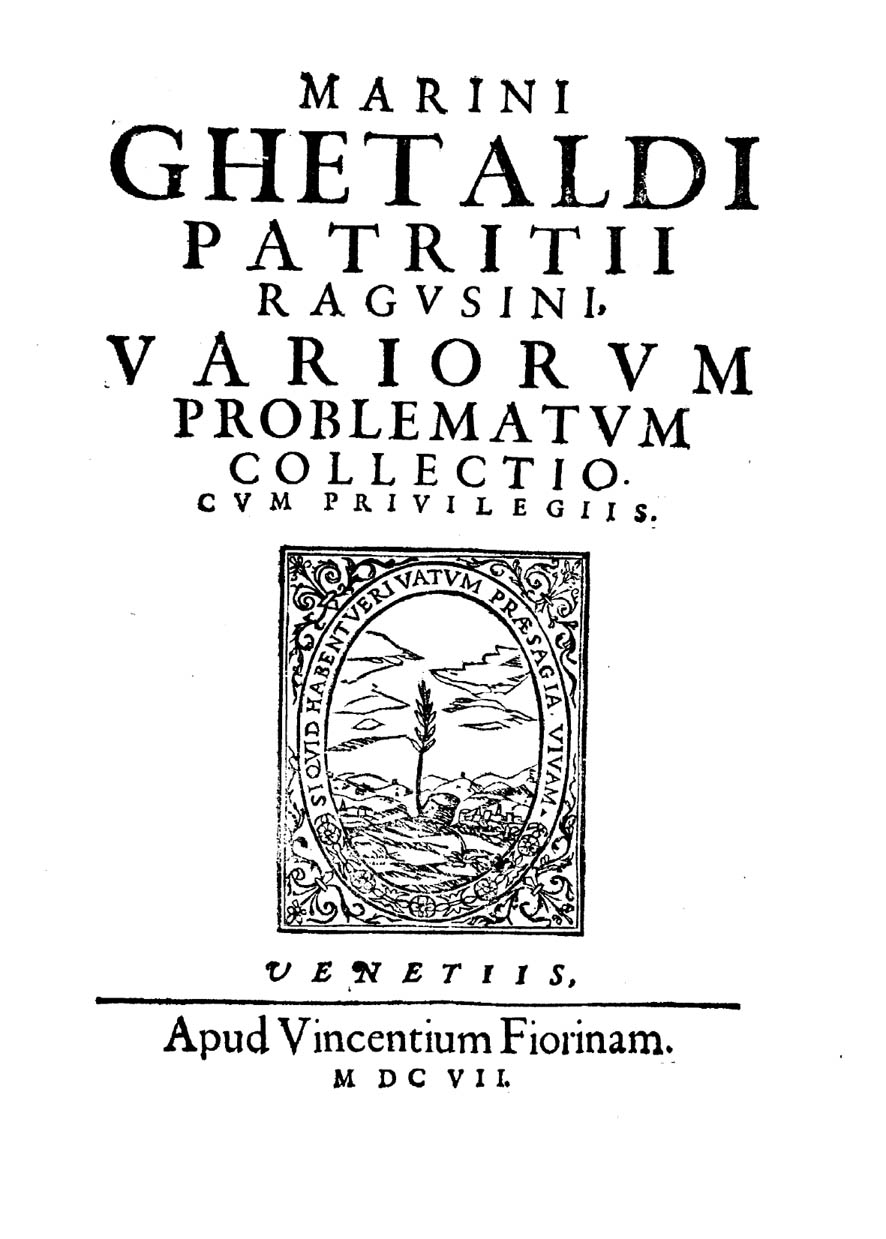
Variorum problematum collectio, 1607

Nel corso della sua vita Marino Ghetaldi si dedicò principalmente alla matematica ed alla fisica (ed in particolar modo all'ottica).
La sua prima pubblicazione, il Promotus Archimedus (data alle stampe a Roma nel 1603), conteneva un'accurata tavola dei pesi specifici dei solidi e dei liquidi. Nel suo secondo lavoro, Ghetaldi studiò le parabole ottenute dalle sezioni coniche nelle Nonnullae propositiones de parabola.
Ghetaldi fu soprattutto famoso per i suoi studi nel campo della geometria, alla quale dedicò sette opere. Il suo libello Variorum problematum collectio (1607), contenente la soluzione a 42 problemi geometrici, pose le basi dell'applicazione dell'algebra alla geometria; i suoi contributi in questo campo furono citati dal fisico olandese Christiaan Huygens e da Edmond Halley in Inghilterra.
Negli ultimi suoi anni Ghetaldi costruì a Ragusa lo specchio parabolico (diametro 66 cm) conservato oggi al National Maritime Museum di Londra.
Il maggiore contributo di Ghetaldi, il De resolutione et compositione mathematica, uscì postumo nel 1630. L'opera di Ghetaldi è stata descritta da Pierre Hérigone nel suo Cursus mathematicus (1634).
Tra i suoi avversari vi fu Clément Cyriaque de Mangin.

## Opere
- (LA) Promotus Archimedis seu De varijs corporum generibus grauitate & magnitudine comparatis, Roma, Luigi Zanetti, 1603.

- (LA) Variorum problematum collectio, Venezia, Vincenzo Fiorina, 1607.

- (LA) Marino Ghetaldi, De resolutione et compositione mathematica, Romae, Stamperia Camerale Roma, 1630. URL consultato il 14 giugno 2015.